# هوهانس آلتونیان
هُوْهانِس یا ژان آلتون (ارمنی: Հովհաննես Ալթունյան; فرانسوی: Jean-Baptiste Joannis Althen‎) زاده ۱۷۰۹ – درگذشته ۱۷۷۴) برزشناس ارمنی‌تبار اهل فرانسه بود.

## زندگی‌نامه
وی در سال ۱۷۰۹ میلادی در روستای چاهوک از والدینی به نام‌های "Althen and Catherine Madrecha" به دنیا آمد. والدین وی در تهاجم افغان‌ها کشته شدند و وی به عنوان برده به قیصریه، امپراتوری عثمانی برده و فروخته شد. در قیصریه وی کشت پنبه و رنگرزی را فرا گرفت. در حدود ۱۷۳۶ توانست فرار کند و به فرانسه برود. در فرانسه وی از لوئی پانزدهم شاه وقت مجوز استفاده از حمایت‌های حکومتی برای فعالیت بر زمین‌های پنبه را دریافت نمود. در سال ۱۷۶۹ محصولی به ۲۵۰۰ کیلوگرم تولید نمود. وی در سال ۱۷۷۴ در فقر و نداری درگذشت. فرانسویان به پاس خدمات ژان آلتون در سال ۱۸۴۶ (حدود ۷۰ سال بعد از مرگ وی) مجسمه ای از وی بر روی صخرهً « نتردام دِ دُم» نصب کردند.

## نگارخانه

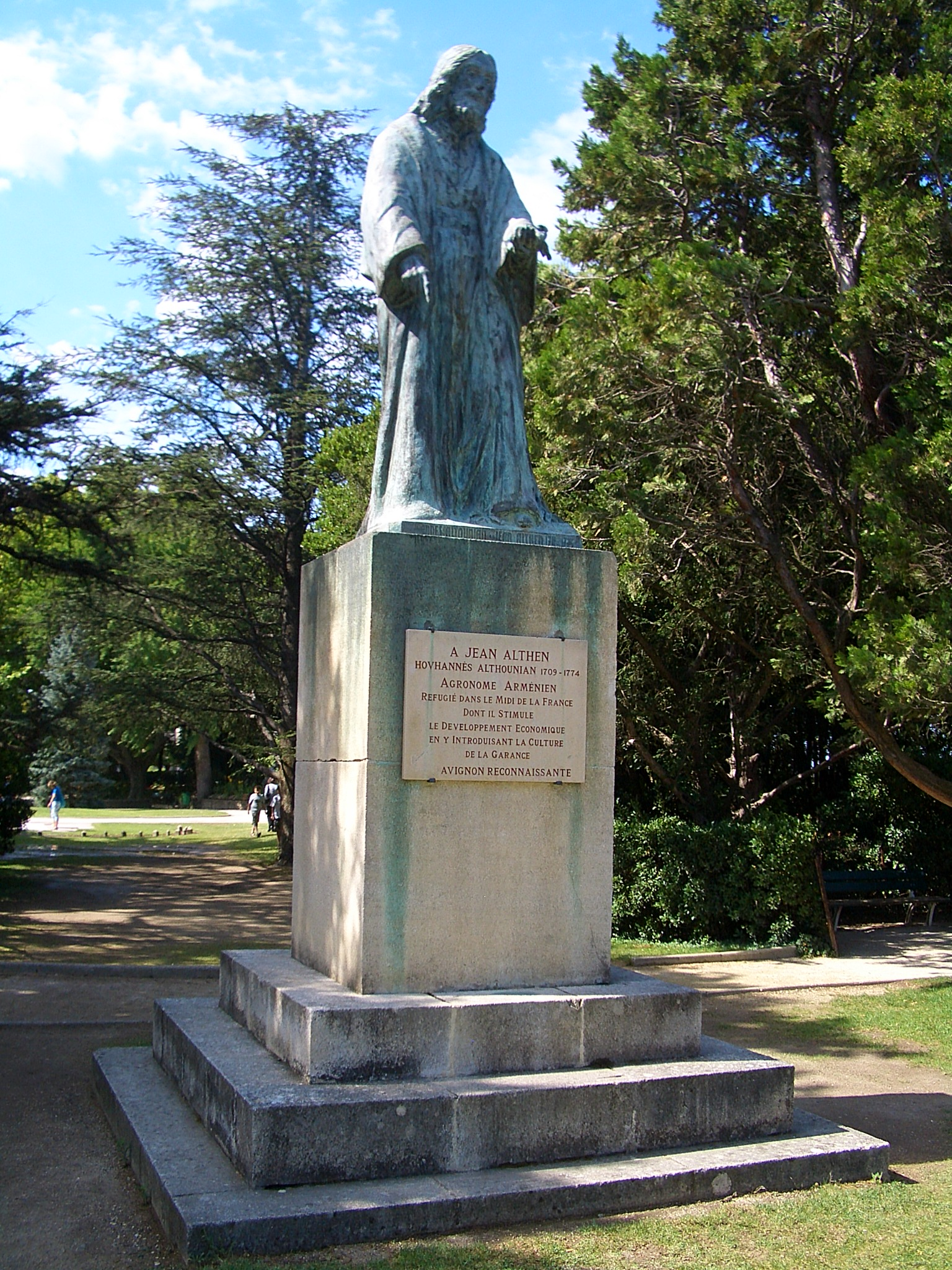